# 济南铁路
济南铁路是中国山东省济南市境内的一条铁路，全长33公里，设7站，南起市中区党家庄镇的党家庄站，接京沪铁路；北至桥南站，接京沪铁路。